# Nicaraguaanse troepiaal
De Nicaraguaanse troepiaal (Quiscalus nicaraguensis) is een zangvogel uit de familie Icteridae (troepialen).

## Verspreiding en leefgebied
Deze soort komt voor in Nicaragua en noordelijk Costa Rica.